# Huitième gouvernement de l'État espagnol
Royaume d'Espagne
Franco VII Franco IX
Le Huitième gouvernement de l'État espagnol (Octavo gobierno del Estado español) était le gouvernement du royaume d'Espagne, du 25 février 1957 au 10 juillet 1962.

## Composition
| Poste                                              | Titulaire                                           |
| -------------------------------------------------- | --------------------------------------------------- |
| Président du gouvernement                          | Francisco Franco                                    |
| Ministres                                          |                                                     |
| Ministre des Affaires étrangères                   | Fernando María Castiella                            |
| Ministre de la Justice                             | Antonio Iturmendi                                   |
| Ministre de l'Armée de terre                       | Antonio Barroso y Sánchez Guerra                    |
| Ministre de l'Armée de l'air                       | José Rodríguez Díaz de Lecea                        |
| Ministre de la Marine                              | Felipe José Abárzuza y Oliva                        |
| Ministre de l'Industrie                            | Joaquín Planell                                     |
| Ministre du Commerce                               | Alberto Ullastres                                   |
| Ministre du Gouvernement                           | Camilo Alonso Vega                                  |
| Ministre de la Présidence                          | Luis Carrero Blanco                                 |
| Ministre des Travaux publics                       | Jorge Vigón                                         |
| Ministre de l'Agriculture                          | Cirilo Cánovas García                               |
| Ministre du Travail                                | Fermín Sanz-Orrio y Sanz                            |
| Ministre de l'Éducation                            | Jesús Rubio García-Mina                             |
| Ministre des Finances                              | Mariano Navarro Rubio                               |
| Ministre du Logement                               | José Luis Arrese José María Martínez Sánchez-Arjona |
| Ministre de l'information et du tourisme           | Gabriel Arias-Salgado y de Cubas                    |
| Ministre, secrétaire général du Mouvement national | José Solís Ruiz                                     |